# Bellani
Bellani je priimek več oseb:
- Adrian Bellani, ameriški igralec
- Emile-Alfred-Ernest Bellani, francoski general
- Hicham Bellani, maroški športnik